# Luing (Hausrindrasse)

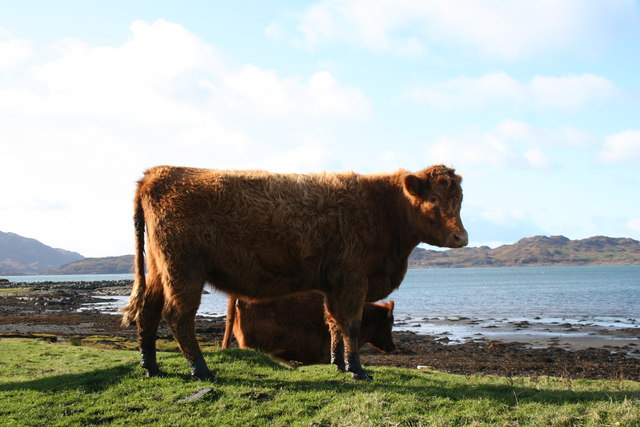
Luing-Rind an der Black Mill Bay in Westschottland

Die Extensivrinderrasse Luing (Rasseschlüssel LG 50) wurde auf der schottischen Insel Luing ab dem Jahr 1947 von den Brüdern Shane, Denis und Ralph Cadzow gezüchtet. Ihren Ursprung hat diese Rinderrasse im Beef Shorthorn und dem Highland Cattle.
Die rotbraunen Luing, welche 1965 als eigenständige Rasse anerkannt wurden, erreichen eine Widerristhöhe von 125 cm, wobei die Bullen durchaus ein Gewicht von 950 kg erreichen können.
In Großbritannien steht die Rasse auf der Beobachtungsliste des britischen Rare Breeds Survival Trust.

## Einzelbelege
1. ↑  Rare Breeds Survival Trust Beobachtungsliste Abgerufen am 12. Dezember 2021.